# 寿阳站
寿阳站，位于中华人民共和国山西省晋中市寿阳县，是石太铁路上的火车站，建于1907年，由太原局集团太原车务段管辖。

## 歷史
- 建于1907年。

## 車站周邊
- 寿阳县农村商业银行港南分理处
- 寿阳县第二职业中学校
- 尹灵芝烈士纪念馆
- 东河学校
- 晋中市第四人民医院寿阳卫生所
- 太阳高速公路

## 外部連結
- 中国铁路客户服务中心 （页面存档备份，存于）